# Drie bollen met slagroom
Drie bollen met slagroom is het 117de stripverhaal van De Kiekeboes. Dit album voor de reeks van Merho werd door striptekenaar Kristof Fagard en Thomas Du Caju getekend, inkt door Peter Koeken. Het album verscheen op 21 mei 2008.

## Verhaal
Op een dag erft Charlotte heel wat geld van een tante die pas overleden is. Ze besluit om met dit geld een ijssalon te open. Fanny en Konstantinopel zijn meteen akkoord met dit idee, maar Kiekeboe reageert minder enthousiast. Maar hij blijkt niet de enige te zijn. Ze krijgt telefoontjes waar men zegt dat ze het ijssalon moet sluiten, of beschermingsgeld moeten betalen aan maffiafiguren.
Dit doet ze echter niet, in tegenstelling tot de andere zelfstandigen uit de buurt. Maar de mysterieuze mannen weten van geen ophouden en ze bedreigen de familie Kiekeboe. Intussen heeft Sapperdeboere een vriendin, Pamela genaamd. Maar wanneer Charlotte hulp inroept van Sapperdeboere, blijkt die nergens meer te vinden zijn. Is er een link met het ijssalon en de verdwenen Sapperdeboere? Per toeval komen de Kiekeboes iets te weten over Pamela. Zo vinden ze ook een spoor naar Sapperdeboere. En doen ze de ene ontdekking naar de andere ...

## Achtergronden bij het verhaal
- In strook 6 brengt Konstantinopel een doos in het ijssalon met het opschrift Toeter nie toe. In de doos zitten kegelvormige koeken waarmee bollen ijs meestal worden opgeschept.
- Charlotte noemt haar ijssalon "Het Snoepijsje". Dit is een woordspeling op de term snoepreisje, synoniem voor plezierreisje.
- In strook 14 zijn er twee woordspelingen terug te vinden. Een slagerij Van Hespen-Jambon, wat naar het Franse woord "jambon" voor hesp verwijst en de bakkerij Croissant Neuf, een samenstelling van croissant en het getal/seksuele standje soixante-neuf.
- In strook 27 gaat Rossopomodoro tanken bij het tankstation Vollepetrol, een verwijzing naar de Vlaamse dialectuitdrukking die zoveel als Volle gas betekent, of "alle registers opentrekken".
- Bisschop Godbetert zegent het huwelijk van Sapperdeboere en Pamela in. "Godbetert" is een krachtterm.
- In strook 59 lopen Charlotte en Fanny voor bij de verlichtingszaak Ledland, een verwijzing naar led-verlichting en Letland.